# John P. Hammond
John Paul Hammond (* 13. listopadu 1942 New York City, New York, USA) je americký bluesový zpěvák, kytarista a hráč na foukací harmoniku. Jeho otec byl hudební producent John Henry Hammond a jeho strýc podnikatel Ogden H. Hammond. Spolupracoval například s Tomem Waitsem (Mule Variations) nebo Bobem Dylanem (Bringing It All Back Home). V roce 2011 byl uveden do Blues Hall of Fame.